# TV Koper-Capodistria
TV Koper-Capodistria, (qui a pour nom officiel TV Capodistria), est une chaîne de télévision slovène en langue italienne basée à Koper (Capodistria en italien) en Slovénie.

## Histoire

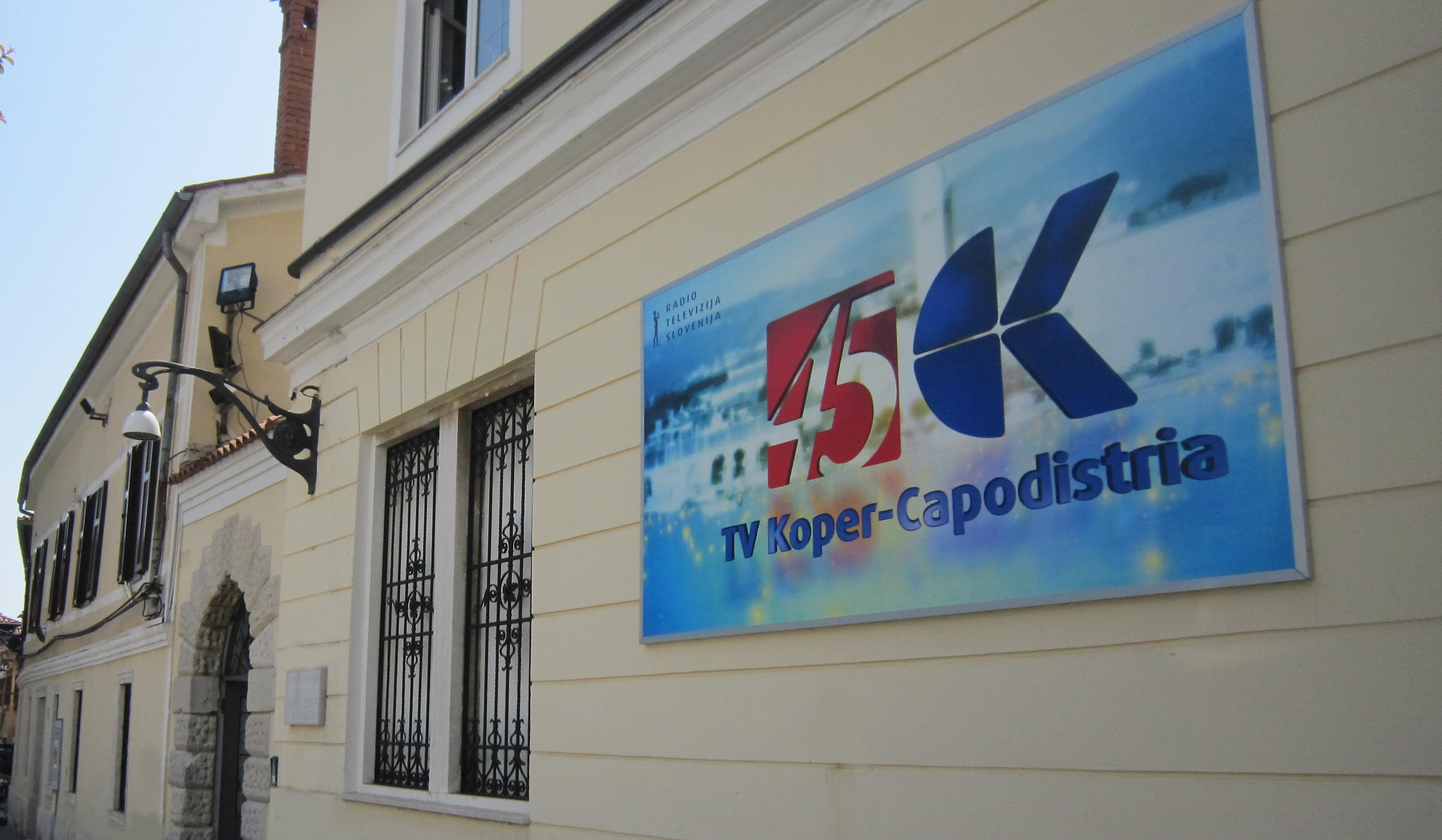
vue de l'entrée des studios de TV Koper avec une publicité pour ses 45 ans d'existence

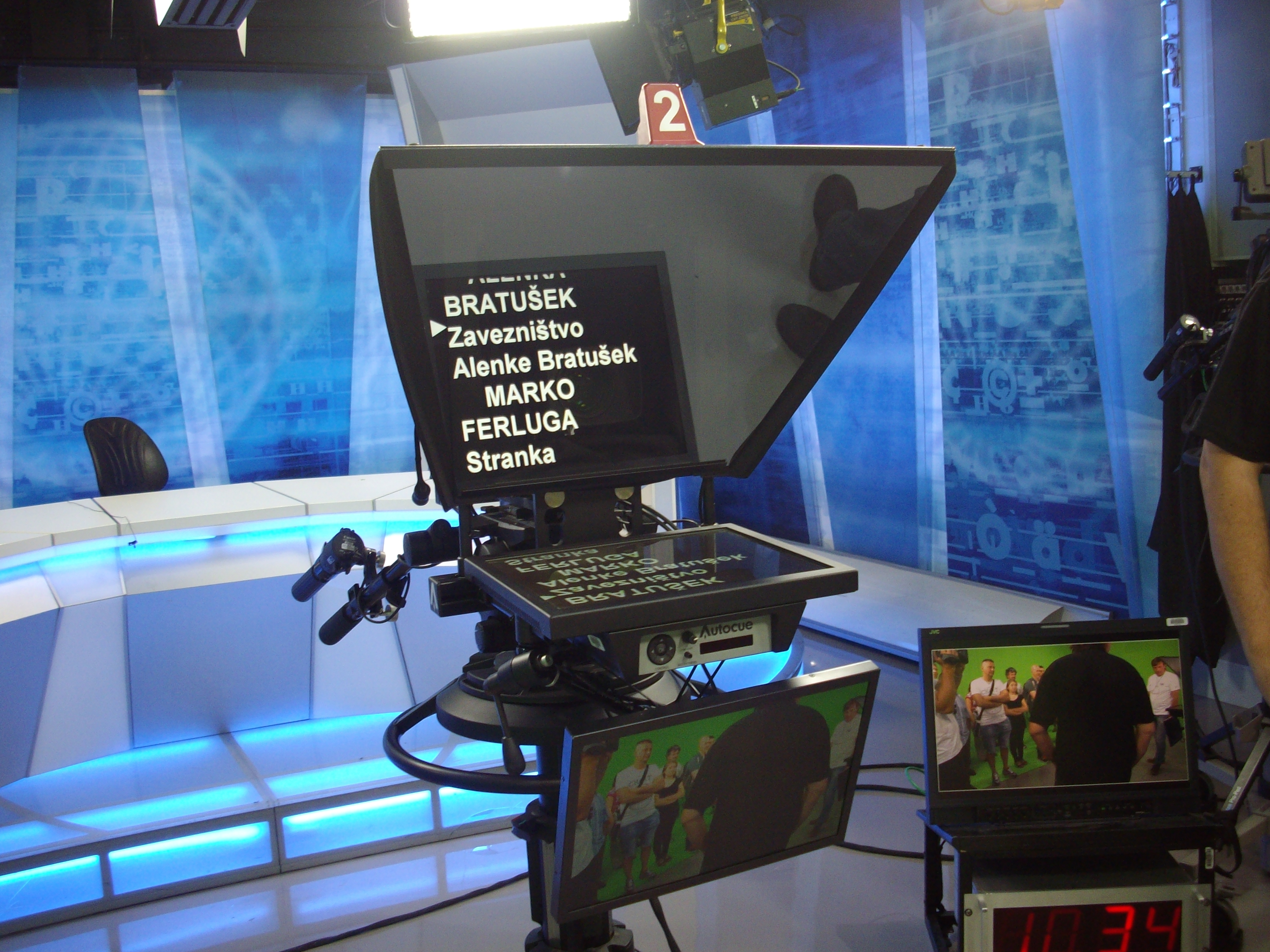
"Il gobbo" le studio du téléjournal TuttOggi de TV Koper

Au lendemain de la seconde guerre mondiale, une radio en langue italienne est créée en Slovénie (Yougoslavie) sous le nom de Radio Capodistria.
Dans ce sillage, TV Koper-Capodistria est créée avec des fonds publics yougoslaves en 1971 et diffuse ses programmes sur le canal UHF 27 depuis l'émetteur situé sur le mont Nanos en Slovénie, d'abord de façon expérimentale en février 1971 puis régulièrement à partir du 6 mai 1971, cette chaîne de télévision est conçue, tout d'abord, à destination des minorités de langue italienne vivant en Slovénie et en Croatie. Elle est reçue par voie hertzienne en Italie, comme une télévision dite "périphérique", dans la région italienne du Frioul-Vénétie Julienne (et le long de la mer Adriatique jusqu'aux Abruzzes dans le centre de l'Italie).
TV Koper-Capodistria émet dès le début en couleurs avec le système PAL. Ainsi cette chaîne est historiquement la deuxième chaîne de télévision diffusant en couleur en langue italienne (après la télévision suisse italophone TSI, qui a commencé dès 1968 à diffuser ses programmes en couleurs). TV Koper-Capodistria connaît ainsi, durant les années 1970 et 1980, un très grand succès en Italie, où le paysage audiovisuel était encore dominé par la Rai, qui détenait un monopole absolu sur les ondes télévisées.
Pendant ses premières années d'existence, TV Koper-Capodistria était la seule a proposer des programmes en couleurs dans les régions italiennes où elle était reçue, car la RAI n'a commencé à émettre en couleurs qu'à partir de 1977.
En 2001, pour fêter les 30 ans de TV Koper-Capodistria, la chaîne diffuse une émission spéciale "30 anni di Tv". Pour l'occasion, le centre régional RTV de Koper-Capodistria, réalise l'émission I colori del Tempo comprenant des images d'archives de la chaîne de Capodistria.
TV Koper-Capodistria fait partie du groupe Radiotelevizija Slovenija, chaîne publique de radios et de télévisions de Slovénie et est ainsi membre de l'UER (Eurovision).

## Identité visuelle

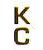
Logo utilisé pendant les années 1970 jusqu'en 1986
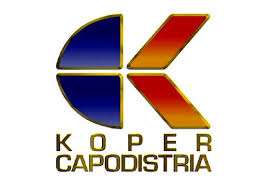
De 1986 à 2007
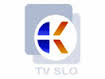
De 2007 à 2013
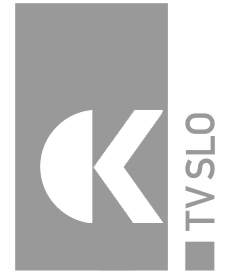
Depuis 2013

## Diffusion

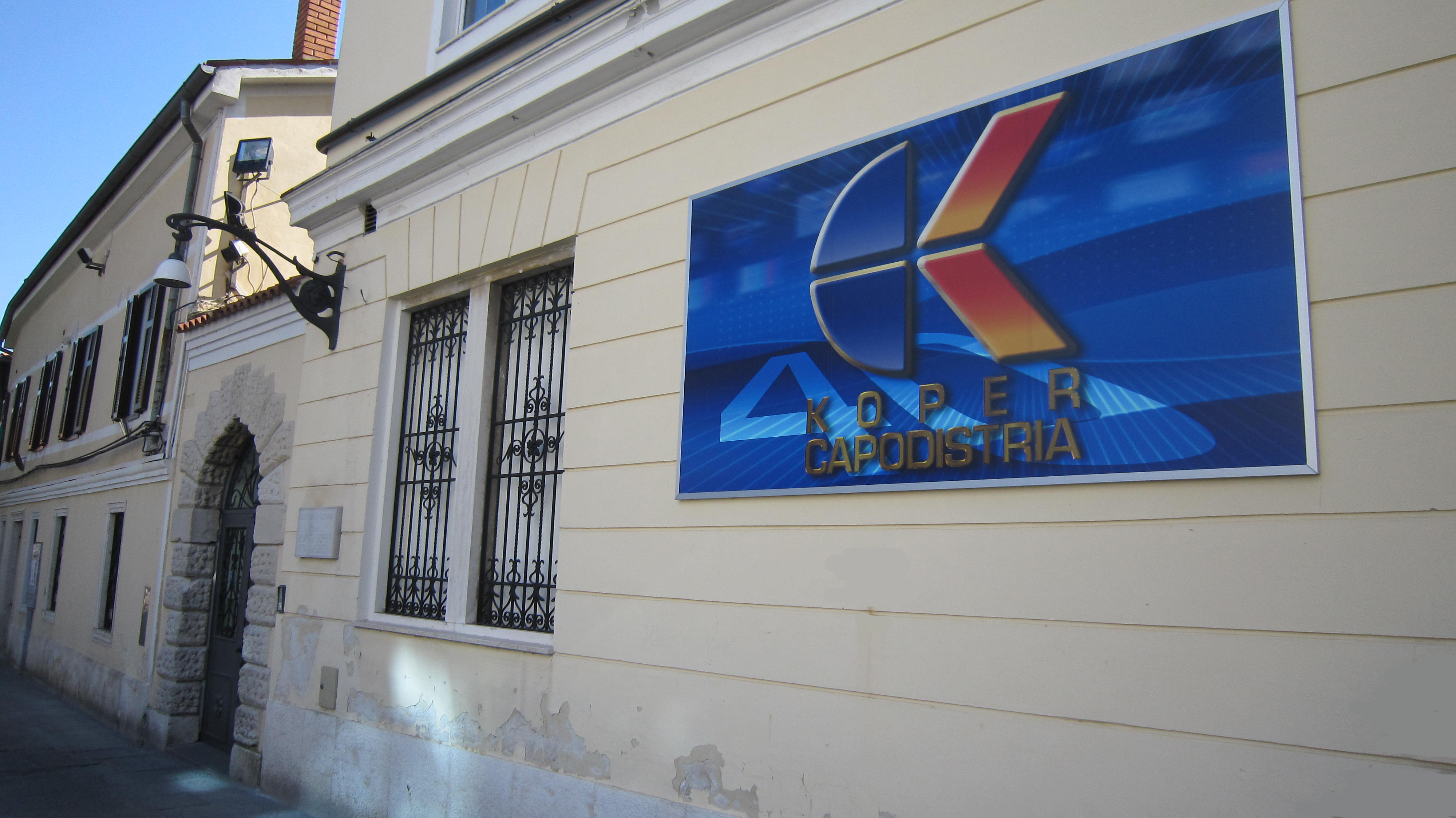
Vue de l'immeuble des studios "Tarsia", d'où sont envoyés les programmes de Tv Koper-Capodistria.

Les deux émetteurs de transmission, sur le canal 27 depuis le Mont Nanos et sur le canal 58 depuis la Croix blanche, permettent la réception de ce programme dans l'Istrie et en Italie dans le Frioul-Vénétie Julienne.
Depuis février 2015, ces émetteurs diffusent ce programme exclusivement en numérique.

## Financements
En plus de la publicité, la station de télévision reçoit la majorité des fonds de l'État de Slovénie pour la protection des minorités dans ce pays et d'autres fonds de la région autonome Frioul-Vénétie Julienne.